# Jovenel Moïse
Jovenel Moïse (n. 26 iunie 1968, Trou-du-Nord, Nord-Est⁠(d), Haiti – d. 7 iulie 2021, Pétionville, Haiti) a fost un politician din Haiti.  A fost președinte al statului Haiti până la asasinarea sa la 7 iulie 2021.